# SnoN
La SnoN est une protéine. Son gène est le SKIL situé sur le chromosome 3 humain.
L’équilibre dans la régulation de la voie de signalisation de la cytokine TGF-β (en) est un facteur important de plusieurs pathologies. La surexpression tout comme la diminution de l’activité des protéines Ski et SnoN sont associés à la pathogenèse de ces maladies. Il est donc important de conserver un équilibre étroit dans la régulation de ces deux corépresseurs.

## Description de la protéine SnoN
Le gène de la protéine SnoN est localisé sur le chromosome 3 humain en position 3q26. L’épissage alternatif de ce gène, le gène Sno, permet la production de cette protéine d’une longueur de 684 acides aminés et d’environ 80 kilodaltons. En plus d’être produite chez l’humain, la protéine SnoN est aussi produite chez le Gallus gallus domesticus, la souris, le Poisson zèbre, le Xenopus et le tilapia.
La protéine SnoN fait partie de la famille de protéines Ski, qui est composée des protéines v-Ski (protéine virale), c-Ski (protéine humaine), c-SnoN, SnoN2, SnoA et SnoI.
Dans leur région N-terminale, toutes ces protéines possèdent un domaine d’homologie, nommé Ski, d’environ 270 acides aminés. Celui-est hautement conservé et inclut le domaine SAND (nommé en l’honneur d’un motif retrouvé aussi chez les protéines nucléaires Sp100, AIRE-1, Nuc/P41/75 et DEAF-1). Les résidus Cys247, Cys250, His262 et His264 du domaine SAND sont présents chez toutes les protéines de la famille et sont responsables de la stabilité de ces mêmes protéines. Le domaine SAND est aussi le domaine qui interagit avec la protéine co-Smad-4 détaillé plus loin. L’interaction directe de SnoN avec co-Smad-4 se fait via les résidus Trp274, Thr271, et Cys272 du domaine SAND. Finalement, le domaine d’homologie de la région C-terminale des protéines c-Ski, c-SnoN et SnoN2 leur permet de s'homo et/ou de s'hétéro-dimériser.

## Fonction des protéines Ski/SnoN
La fonction principale de la protéine SnoN, en association avec la protéine SKI, est de réguler négativement la voie de signalisation TGF-β. En effet, Ski et SnoN sont deux corépresseurs des Smad-2 et 3 et co-Smad-4.

## Voie de signalisation TGF-β
Le TGF-β (en) est sécrété en situation de stress ou dans un contexte inflammatoire par les lymphocytes, les mastocytes et les macrophages. Le TGF-β est aussi sécrété par les plaquettes.
Le TGF-β se lie à son récepteur sur la cellule cible. Le récepteur du TGF-β est un récepteur Sérine/Thréonine kinase de type II. À la suite de la liaison du TGF-β, le récepteur de type II recrute par phosphorylation un autre récepteur Sérine/Thréonine kinase, mais de type I cette fois. Le récepteur type I recruté se dimérise avec le récepteur de type II et phosphoryle les protéines Smad-2 et Smad-3. Ces deux effecteurs se dimérisent pour former un complexe avec la protéine co-Smad-4 qui est ensuite transloqué dans le noyau. Le facteur de transcription TFE-3 est présent dans le complexe qui se lie à l’ADN. Le complexe des Smads se lie sur le motif SBE de l’ADN, tandis que le facteur de transcription TFE-3 se lie au motif E-box de l’ADN.

## Rôle de la voie de signalisation TGF-β sur SKI/SnoN
Les gènes transcrits par la voie de signalisation TGF-β activent la dégradation protéasomale de Ski/SnoN via les ubiquitines ligases Anaphase Promoting Complex (APC) et Smurf2. L’ubiquitination se produit sur les résidus Lys440, Lys446, Lys 449.

## Mécanisme d'action des protéines Ski/SnoN
Avant tout, Ski et SnoN s’associent à différents co-répresseurs, soit N-CoR, mSin-3, MeCP2, HIPK2 et HDAC. Ensuite, le groupe de co-répresseurs déstabilise le complexe des Smads lié à l’ADN en s’insérant entre les Smads.

### Surexpression des protéines Ski/SnoN
Lorsque la voie de signalisation TGF-β est induite, il y a tout d’abord activation des ubiquitines ligases APC et Smurf2 et dégradation de Ski/SnoN via la voie du protéasome. Cependant, si Ski/SnoN est surexprimé, il y aura dégradation insuffisante de Ski/SnoN et excès de ces protéines dans le noyau.
Donc, le complexe des Smads sera inhibé et il n’y aura plus de production des protéines ciblées par les facteurs de transcription activés par le TGF-β. Ainsi, il n’y aura pas d’activation des protéines P21 et P15 et il n’y aura pas d’arrêt du cycle cellulaire en phase G1. Ce qui veut dire que le cycle cellulaire se poursuivra en phase S, G2 et M sans que la cellule ne se soit différentiée suffisamment et il y aura promotion de l’apparition de cellule cancéreuse. Effectivement, la surexpression de la protéine SnoN a été observée dans les cas de mélanomes, de cancer du sein, de la prostate, du poumon, de l’œsophage et de l’estomac.

### Diminution de l’activité de Ski/SnoN dans la fibrose rénale
La diminution de l’activité de Ski/SnoN est un facteur impliqué dans la pathogenèse de la fibrose rénale. Puisque son activité est diminuée, la voie de signalisation induite par TGF-β est amplifiée.